# Ed Derwinski
Edward Joseph "Ed" Derwinski, född 15 september 1926 i Chicago, död 15 januari 2012 i Oak Brook, Illinois, var en amerikansk republikansk politiker. Han var USA:s veteranminister 1989–1992.
Derwinskis föräldrar var demokrater av polsk härkomst och fadern var aktiv i det polskamerikanska föreningslivet. I Derwinskis ungdom var det mycket ovanligt att katolska väljare, speciellt polskamerikaner i Chicago röstade republikanskt. I primärvalet inför kongressvalet 1950 röstade Derwinski för första gången i sitt liv på en republikansk kandidat.
Derwinski deltog i andra världskriget i USA:s armé och utexaminerades 1951 från Loyola University Chicago. Kongressledamoten William E. McVey avled 1958 i ämbetet och efterträddes 1959 av Derwinski. Han satt i 24 år i representanthuset. Efter tiden i kongressen arbetade han som tjänsteman på utrikesdepartementet. Som veteranminister tjänstgjorde Derwinski under president George H.W. Bush.